# Didymostigma
Didymostigma é um género botânico pertencente à família Gesneriaceae.

## Espécies
- Didymostigma leiophyllum
- Didymostigma obtusum